# 1921 au Québec
Cet article traite des événements survenus en 1921 au Québec. 

## Événements

### Janvier
- 11 janvier : ouverture de la deuxième session de la 15e législature (en). Le premier ministre Louis-Alexandre Taschereau annonce le contrôle prochain de la vente d'alcool par l'État[1].
- 18 janvier : le gouvernement Taschereau dépose à l'Assemblée législative le projet de loi devant créer une Commission des liqueurs[2].
- 25 janvier : le premier service téléphonique pancanadien est inauguré[3].
- 27 janvier : lors de son discours du budget, le trésorier Walter Mitchell annonce des dépenses de 13 500 000 $ et des revenus de 14 500 000 $ pour la dernière année budgétaire[1].

### Février
- 1er février : une bonne partie de la période de questions à l'Assemblée législative porte sur l'affaire Blanche Garneau, assassinée en juillet 1920 dans des circonstances troubles[4].
- 18 février : la loi créant la Commission des liqueurs est adoptée[5].

### Mars
- 18 mars : l'Assemblée législative vote en quelques heures une loi sur l'assistance publique, la première du genre au Québec. Elle décrète que le montant des coûts d'hospitalisation sera désormais partagé entre le gouvernement, les municipalités et les hôpitaux pour les pauvres, les malades chroniques et les orphelins[6].
- 19 mars : la session est prorogée[7].

### Avril
- 18 avril : une lettre pastorale de l'archevêque de Montréal, Paul Bruchési, dénonce le cinéma, le théâtre, la danse et la mode comme des moyens de perdition pour les catholiques[8].

### Mai
- 1er mai : la Commission des liqueurs du Québec commence officiellement ses activités[9].
- 25 mai : à Ottawa, le gouvernement Arthur Meighen dépose une loi protégeant les droits d'auteur[10].

### Juin
- 6 juin : un incendie éclate dans le quartier Saint-Roch de Québec. Le carré situé entre les rues du Roi, de la Reine et Saint-Dominique est rasé[11].
- 25 juin : les pompiers et les policiers déclenchent une grève à Québec. Ils demandent une augmentation salariale de 1,50 $ alors que la municipalité leur propose 1 $ pour les policiers et 25 cents pour les pompiers[12].
- 26 juin : à la demande du maire Joseph-Octave Samson, l'armée ramène l'ordre à Québec[13].

### Juillet
- 14 juillet : la famille Berthiaume se dispute ouvertement l'administration de la Presse[14].

### Août
- 9 août : Arthur Berthiaume devient le nouveau propriétaire de La Presse[15].

### Septembre
- 12 septembre : à Québec, un référendum a lieu afin d'abroger la loi Scott qui interdisait la vente d'alcool sur le territoire de la capitale provinciale. Le résultat est finalement positif[16].
- 21 septembre : Arthur Meighen, qui vient de déclencher une élection générale, annonce un remaniement de son cabinet. Trois nouveaux ministres québécois s'ajoutent à son gouvernement : Rodolphe Monty  (Secrétariat d'État), Louis Belley (Postes) et Louis-Philippe Normand (présidence du Conseil)[17].
- 25 septembre : réunis à Hull, un groupe de militants syndicalistes fondent la Confédération des travailleurs catholiques du Canada (CTCC)[18].
- 27 septembre : le premier ministre Louis-Alexandre Taschereau annonce un remaniement ministériel. Joseph-Léonide Perron succède à Joseph-Adolphe Tessier au ministère de la Voirie. Tessier, lui, devient le nouveau président de la Commission des eaux courantes[1].

### Octobre
- 13 octobre : le Musée McCord ouvre ses portes à Montréal dans l'édifice que l'Université McGill a mis à sa disposition[19]
- 14 octobre : Lomer Gouin démissionne du Conseil législatif et annonce qu'il sera candidat pour le Parti libéral dans Laurier—Outremont lors de la prochaine élection fédérale[20].
- 18 octobre : Médéric Martin remporte les élections municipales de Montréal par une majorité de 30 000 voix sur son adversaire Luc Rochefort[21].

### Novembre
- 3 novembre : Walter Mitchell démissionne comme trésorier provincial et comme conseiller législatif. Il se présente comme candidat libéral dans Saint-Antoine à l'élection fédérale. Jacob Nicol devient le nouveau trésorier du gouvernement. Il obtient également le ministère des Affaires municipales[22].
- 4 novembre : Léo Dandurand, Joseph Cattarinich et Louis Létourneau (en) deviennent les nouveaux propriétaires des Canadiens de Montréal. La transaction est de 11 000 $[23].

### Décembre
- 6 décembre : le Parti libéral de Mackenzie King remporte l'élection fédérale avec 121 députés élus. Le Parti progressiste obtient 65 députés et les conservateurs d'Arthur Meighen se retrouvent troisièmes avec 51 élus. Au Québec, les libéraux obtiennent un score parfait avec 65 députés élus dans les 65 circonscriptions[24].
- 12 décembre : en visite à Québec, le maréchal Ferdinand Foch est reçu au Parlement par le premier ministre Taschereau[1].
- 15 décembre : les libéraux remportent les quatre élections partielles de Beauce, Trois-Rivières, Richmond et Wolfe[1].
- 22 décembre : les libéraux remportent les élections partielles de Montréal—Sainte-Marie, Verchères et Témiscouata[1].
- 29 décembre : le gouvernement de Mackenzie King est assermenté. Parmi ses ministres, citons Lomer Gouin (Justice), Ernest Lapointe (Marine et Pêcheries) et Henri Bédard (Santé, Colonisation et Travaux publics). Le sénateur Raoul Dandurand est ministre sans portefeuille[25].

## Naissances
- 14 janvier - Roland Chenail (acteur)(† 6 juin 2010)
- 20 janvier - Jacques Ferron (écrivain et politicien) († 22 avril 1985)
- 5 février - Robert L'Herbier (chanteur) († 1er janvier 2008)
- 9 février - Gérard Paradis (chanteur et acteur) († 2 septembre 2013)
- 20 février - René Jalbert (sergent d'armes à l'Assemblée nationale) († 21 janvier 1996)
- 25 février - Pierre Laporte (politicien et journaliste) († 17 octobre 1970)
- 12 avril - Robert Cliche (homme de loi et politicien) († 5 septembre 1978)
- 20 avril - Janine Sutto (néé en France) (actrice) († 28 mars 2017)
- 10 juin - Rémi Paul (politicien) († 20 décembre 1982)
- 17 juillet - Jean Lajeunesse (acteur) († 26 septembre 1991)
- 27 juillet - Émile Genest (acteur) († 19 mars 2003)
- 4 août - Maurice Richard (joueur de hockey) († 27 mai 2000)
- 7 août - Pierre Boucher (acteur) († 6 décembre 1973)
- 30 août - Gisèle Schmidt (actrice) († 30 janvier 2005)
- 14 septembre  - Albert Jean de Grandpré (homme d'affaires) († 31 juillet 2022)
- 13 octobre  - Monique Aubry (autrice et artiste) († 31 août 2017)
- 30 octobre - Roger Garand (acteur) († 9 août 1987)
- 9 novembre - Pierrette Alarie (soprano) († 10 juillet 2011)
- 10 novembre - Dick Marshall (Léo Morneau) (lutteur et promoteur de lutte) († 25 août 2015)
- 6 décembre -  George Beurling (aviateur) († 20 mai 1948)
- 7 décembre - André Dion (ornithologue)  († 10 juillet 2016)
- 30 décembre - Jean-Paul Ladouceur (réalisateur) († 21 janvier 1992)

## Décès
- 22 juillet : Louis-Napoléon Asselin (homme politique) (º 22 juillet 1850)
- 1er novembre - Zoé Lafontaine (épouse de Wilfrid Laurier) (º 26 juin 1841)

### Articles généraux
- Chronologie de l'histoire du Québec (1900 à 1930)
- L'année 1921 dans le monde

### Articles sur l'année 1921 au Québec
- Société des alcools du Québec
- Élection fédérale canadienne de 1921